# Auzeville-Tolosane
Auzeville-Tolosane település Franciaországban, Haute-Garonne megyében. Lakosainak száma 4451 fő (2022. január 1.). Auzeville-Tolosane Ramonville-Saint-Agne, Castanet-Tolosan, Labège, Mervilla és Pechbusque községekkel határos.

## Népesség
A település népességének változása:
| Lakosok száma | 491  | 1808 | 2000 | 2767 | 3564 | 4162 | 4126 | 4088 | 4075 | 4451 |
|               | 1968 | 1982 | 1990 | 2006 | 2013 | 2015 | 2017 | 2019 | 2020 | 2022 |